# Neptis camarensis
Neptis camarensis är en fjärilsart som beskrevs av Schultze 1920. Neptis camarensis ingår i släktet Neptis och familjen praktfjärilar. Inga underarter finns listade i Catalogue of Life.